# Bécassine (album)
Pour les articles homonymes, voir Bécassine.
 (août 2019).
Si vous disposez d'ouvrages ou d'articles de référence ou si vous connaissez des sites web de qualité traitant du thème abordé ici, merci de compléter l'article en donnant les références utiles à sa vérifiabilité et en les liant à la section « Notes et références ».
Albums de Chantal Goya
La Poupée
(1978) C'est Guignol !
(1980)
Bécassine est le troisième album studio de la chanteuse Chantal Goya. 
Cet album, sorti en 1979, a été certifié disque de platine en 1980 pour plus de 400 000 exemplaires vendus en France[source insuffisante].
Il a été réédité en CD chez Podis / Polygram en 1997, puis en 2013 dans le coffret L'Intégrale chez Sony.

## Titres
1. Bécassine (Jean-Jacques Debout) (2:40)
2. Les Malheurs de Sophie (Jean-Jacques Debout) (2:35)
3. Good night, bonne nuit (Jean-Jacques Debout - Roger Dumas / Jean-Jacques Debout) (2:38)
4. Papa ballon (Roger Dumas / Jean-Jacques Debout) (2:53)
5. Peine (Jean-Jacques Debout) (3:45)
6. Pipotin (Jean-Jacques Debout) (2:50)
7. M. Pétrole (Roger Dumas / Jean-Jacques Debout) (2:45)
8. Ah Ah M. Chocolat (Roger Dumas / Jean-Jacques Debout) (2:10)
9. Mon ami le pélican (Jean-Jacques Debout) (3:00)
10. Docteur sirop (Jean-Jacques Debout) (2:35)
11. Ami (Jean-Jacques Debout - Roger Dumas / Jean-Jacques Debout) (2:38)

## Crédits
- Produit et réalisé par : Jean-Jacques Debout
- Arrangements et direction d'orchestre : Jean-Daniel Mercier
- Prise de son : Colin Caldwell, Patrick Keff
- Studios : studio Miraval, Acousti, Aquarium
- Chorale : Les Petits chanteurs d'Aix-en-Provence

## Singles
- Mon ami le pélican / Papa Ballon - 1979
- Les malheurs de Sophie / La Valse (instrumental) - 1979
- Bécassine / Peine - 1979
- Pipotin / Ami, viens chanter avec nous - 1980